# ハッジ (尊称)
ハッジ（英語: Hajji, ペルシア語: حاجی, アラビア語: الحجّي al-ḥajjī または الحاج al-ḥājj, ボスニア語: Hadžija, トルコ語: Hacıなど）またはハッジーはイスラム教徒で聖地メッカへの巡礼（ハッジ Hajj という）を終えた人々への尊称である。例えばサイフ・ガニ（Saif Gani）さんがハッジを終えると、ハッジ・サイフ・ガニ（Hajji Saif Gani）と呼ばれるようになる。  女性形はハッジャ（HajjahまたはHajiya）である。
イスラム諸国はもとより、イスラム教徒との混合地域、かつてイスラム諸国の支配を受けた国などでも、姓にハッジまたはそれを部分的を使った者もいる。
日本人で初めてハッジを得たのは小林哲夫とされる。